# Anatolij Blyzniuk
Anatolij Mychailovyč Blyzniuk (ukrajinsky Анатолій Михайлович Близнюк; * 24. listopadu 1948 Kramatorsk, Doněcká oblast) je ukrajinský politik. V letech 2011–2012 působil jako ministr pro místní rozvoj, výstavbu a bydlení ve vládě Mykoly Azarova. Post ministra opustil poté, co se v roce 2012 stal za Stranu regionů poslancem Ukrajinského parlamentu, v němž působil do roku 2014. V letech 2002–2005 a 2011–2012 byl gubernátorem Doněcké oblasti.